# Едгар Пюо
Едгар Жозеф Александре Пюо (нім. Edgar Joseph Alexandre Puaud; 29 жовтня 1889, Орлеан, Франція — 5 березня 1945, Кьослін, Третій Рейх) — французький офіцер, бригадний генерал французької армії, оберфюрер військ СС. Командор ордена Почесного легіону.

## Біографія
Закінчив військое училище в Сен-Моксені, суб-лейтенант (1914). Учасник Першої світової війни, капітан (1918).
В 1920 році вийшов у відставку і заснував власний бізнес, але згодом вступив у Іноземний легіон, у складі якого брав участь у військових операціях в Марокко, Сирії, Лівані та Індокитаї - загалом 21 кампанія.
Після поразки Франції в перших боях Другої світової війни Пюо в 1939-1940 роках займав посаду командира іноземних добровольців у військовому таборі (для інтернованих). Потім служив у армії, підконтрольній вішістському уряду: з жовтня 1941 року — командир 3-го батальйону 23-го піхотного полку.
В червні 1942 року вступив у Легіон триколору (французьке націоналістичне формування) і був призначений начальником його штабу.
З середини 1943 року — командир Легіону французьких добровольців, у складі якого брав участь у боях з англо-американськими військами.
З грудня 1944 року — командир гренадерської бригади військ СС «Шарлемань», яка 10 лютого 1945 року була розгорнута в дивізію військ СС «Шарлемань».
5 березня 1945 року загинув, потрапивши під артобістріл.

## Звання під час Другої світової війни
- Майор (1939)
- Підполковник (липень 1942)
- Полковник (червень 1943)
- Бригадний генерал (14 квітня 1944)
- Оберфюрер військ СС (серпень 1944)

## Нагороди[3]

### Нагороди Франції
- Круа-де-Герр з 1 бронзовою пальмовою гілкою і 6 зірками
- Медаль «За втечу»
- Хрест бійця
- Медаль «За поранення на війні» з 4 зірками
- Пам'ятна медаль війни 1914-1918
- Медаль Перемоги
- Орден Академічних пальм, лицарський хрест
- Колоніальна медаль — за участь у військових операціях в Марокко (1926), Сирії та Індокитаї.
- Воєнний хрест за закордонні військові операції з 1 пальмою і 2 зірками
- Орден Алауїтського трону, командорський хрест (Французьке Марокко)
- Орден Чорної зірки, командорський хрест
- Воєнний хрест Легіону французьких добровольців з пальмовою гілкою
- Орден Почесного легіону
  - Кавалер
  - офіцер (1928)
  - Командор (4 квітня 1944) — нагороджений урядом Віші.

### Нагороди Третього Рейху
- Хрест Воєнних заслуг 2-го класу з мечами (січень 1944)
- Залізний хрест
  - 2-го класу (20 лютого 1944)
  - 1-го класу (червень 1944)